# Via dei Lavatoi
Via dei Lavatoi è una strada del centro storico di Firenze, che va da via Giuseppe Verdi a via Isola delle Stinche/piazza San Simone. Costeggia il teatro Verdi e la chiesa dei Santi Simone e Giuda. 

## Storia e descrizione
La via è così chiamata fin dal 1428, quando vi furono fatte costruire dall'Arte della Lana alcune vasche per lavarvi stoffe di lana grezza.
I lavatoi venivano usati dai tintori fiorentini, rinomati per l'eccellenza della loro produzione, per il lavaggio delle stoffe, soprattutto nei mesi invernali quando l'Arno era spesso torbido o in piena. Un grande lavatoio a più vasche si estendeva lungo tutta la strada; era lungo diciotto braccia e, quando non adoperato dai tintori, era usato dalle donne della zona per il bucato. 
Nella carta del Buonsignori (1584) si vede bene il grande lavatoio appoggiato a un lato del carcere delle Stinche. La vasca era dotata anche di una fontana di medie dimensioni con una testa leonina che versava acqua dalla bocca, come testimonia un'incisione di Carlo Lasinio. La pianta di Firenze delineata da Ferdinando Ruggieri nel 1731, pur rilevando la presenza dei lavatoi, indica la strada (forse per brevità), come Isola delle Stinche, assieme al breve tratto da piazza di San Simone all'attuale via Ghibellina. 
Più tardi, tra 1834 e il 1839, gli antichi lavatoi vennero ridotti dall'architetto Francesco Leoni con l'assistenza dell'architetto Luigi Manetti a quartieri e botteghe con una grande sala di equitazione (con annesse scuderia, selleria, rimessa e stanze per trattenimento), e una sala per la Società Filarmonica posta al primo piano. Nel 1854 tutto il complesso diventò il Teatro Verdi. 

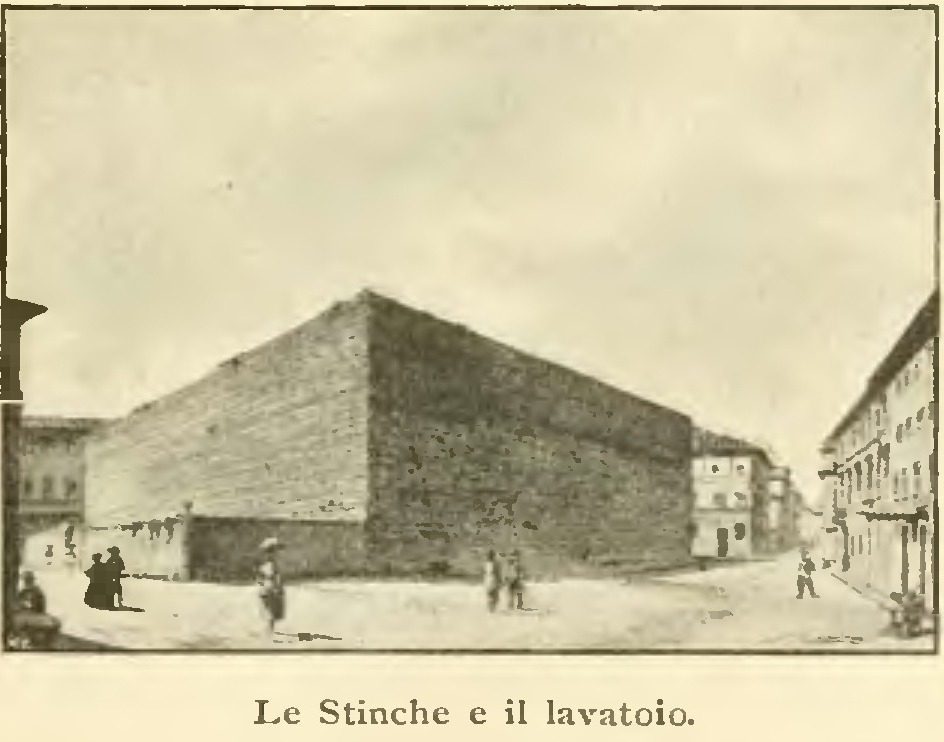
Il lavatoi accanto alle Stinche, in una foto del primo Ottocento

## Descrizione
Attualmente la strada, con carreggiata a lastrico, è da considerarsi arteria secondaria, per quanto la presenza di alcuni esercizi commerciali storici vivacizzino l'area della piazza di San Simone.

### Edifici
| Immagine | N°    | Nome                                | Descrizione |
| -------- | ----- | ----------------------------------- | --- |
|          | s.n.  | Teatro Verdi                        | Sul lato nord della via si trovava il Carcere delle Stinche, risalente al Duecento e demolito nell'Ottocento per far posto al grande teatro odierno, che all'inizio si chiamava Teatro Pagliano (da Girolamo Pagliano, un ex-baritono promotore del progetto) e che fu dedicato a Giuseppe Verdi solo nel 1901. Fra i più grandi teatri d'Italia dell'epoca, con cinque ordini di palchi, fu inaugurato nel 1854 e da allora non ha mai interrotto la sua attività, prima essenzialmente come teatro lirico (qui fu rappresentata la prima del Rigoletto quando ancora si intitolava Il Viscardello), poi gradualmente ampliando il raggio di rappresentazioni, dall'operetta alla musica leggera e jazz (dal dopoguerra), dal teatro leggero e la rivista fino alla musica sinfonica del Maggio Musicale Fiorentino e al balletto. Dal 1998 è gestito dalla Fondazione Orchestra Regionale Toscana. |
|          | 1r-3r | Palazzo Bartolini Salimbeni-Lenzoni | Il grande palazzo fu costruito nel Seicento da Raffaello del Bianco nel luogo dove insisteva un edificio con loggia della famiglia Risaliti. Era uno dei possedimenti della famiglia Bartolini Salimbeni. Rimaneggiato nell'Ottocento da Giuseppe Martelli, fu successivamente dei Dei e quindi di Carlotta de' Medici che, sposandosi con Francesco Lenzoni, portò a quest'ultimo in dote la proprietà. Danneggiato dall'alluvione del 4 novembre 1966 è stato successivamente restaurato tra il 1968 e il 1969. Il palazzo è un notevole esempio del recupero, proprio degli inizi del Seicento, del linguaggio architettonico rinascimentale, dopo la fase di sperimentazione manierista. Si vedano, ad esempio, le pilastrate angolari e, in parte, il portone, come pure la grandiosa gronda alla fiorentina. |
|          | 1-3   | Casa della Badia Fiorentina         | L'edificio si presenta come un blocco compatto in aderenza alla zona absidale della chiesa dei Santi Simone e Giuda, della quale è da considerare una pertinenza: di tre piani per otto assi non mostra elementi architettonici d'interesse per l'estrema semplicità dell'insieme, eccezion fatta per l'ingresso segnato con il civico 3, nobilitato da bugne lisce in pietra. Sull'ingresso identificato dal civico numero 1 è un piccolo scudo con le insegne della chiesa della Badia Fiorentina (di rosso a tre pali d'argento), a documentarne la proprietà da parte della chiesa dei Santi Simone e Giuda, fondata dai monaci della Badia e da questa dipendente. Qui dovette aver sede l'antico spedale della Santissima Trinità dei Calzolai. Oggi, negli ambienti che furono restaurati a spese della famiglia Galilei, vivono le sorelle della Fraternità monastica di Gerusalemme, che tengono vivo l'antico legame con la Badia Fiorentina recandovisi giornalmente per la preghiera cantata coi monaci benedettini. In una stanza è anche conservata un'Ultima Cena in terre quasi monocromatiche e frammentaria, riferibile a un pittore tardogotico fiorentino. |
|          | s.n.  | Chiesa dei Santi Simone e Giuda     | Sorta come piccolo oratorio dei Vallombrosani della Badia fiorentina intorno al 1192, fu ingrandita nel 1209 e poi ricostruita nel 1243. Nel 1247 il vescovo Ardengo Trotti consacrava questa nuova chiesa, facendone una parrocchia. Danneggiata nell'alluvione del 1557, venne rinnovata solo nel 1630, su progetto di Gherardo Silvani, grazie soprattutto a Bartolomeo Galilei, cavaliere di Malta. La chiesa è oggi officiata con il rito ucraino cattolico, molto simile al rito ortodosso, ma di osservanza romana. |

### Fontana

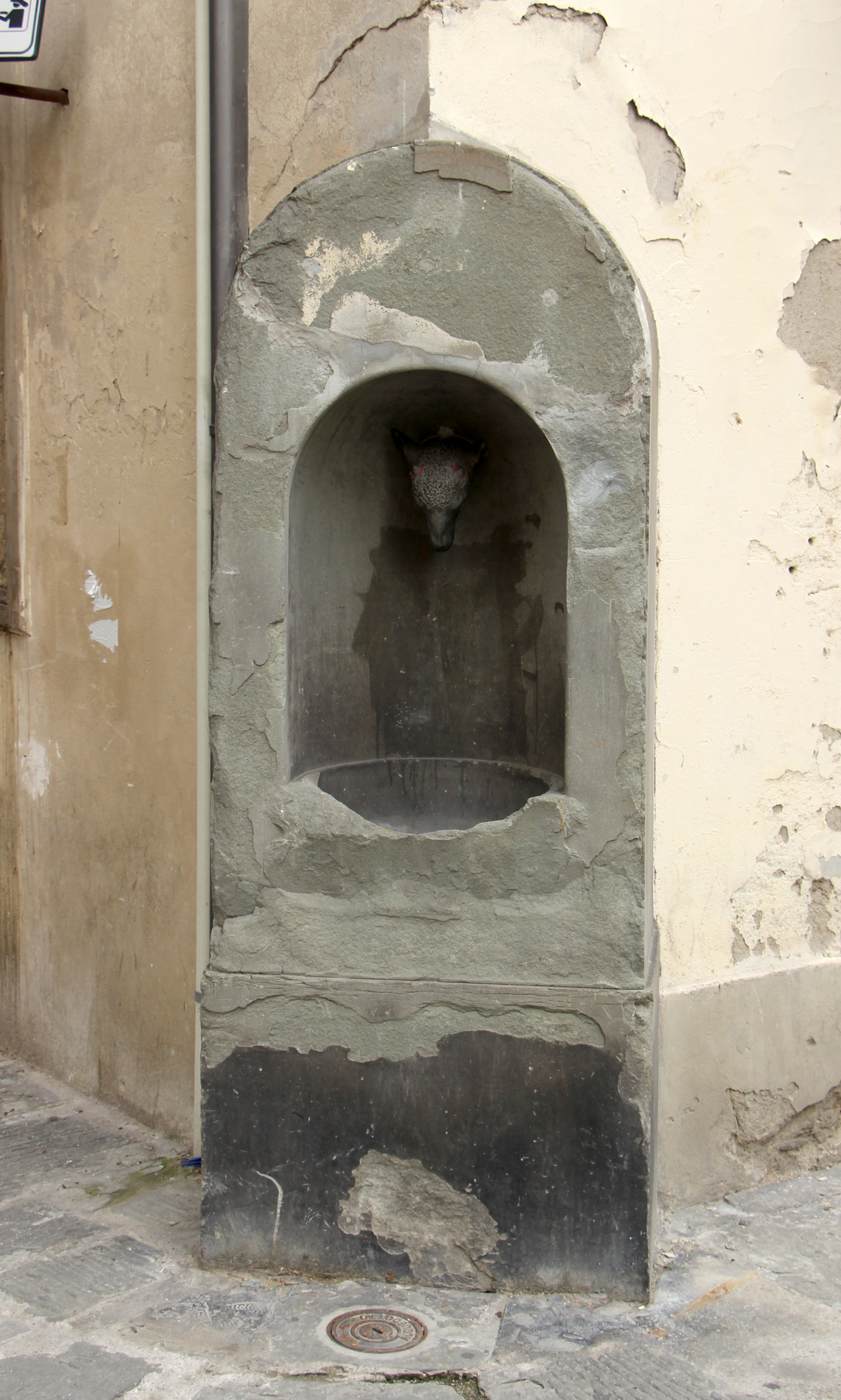
Fontana dell'Agnellino

Sulla cantonata del teatro Verdi con via Isola delle Stinche venne costruita nell'Ottocento una piccola fontana pubblica che doveva fare da sbocco dell'antica fonte che alimentava i lavatoi, opportunamente ridimensionata dal punto di vista della portata idrica. La fontana che si vede oggi, detta fontana dell'Agnellino, risale agli anni Cinquanta del XX secolo, sistemata su iniziativa del benemerito Comitato per l'estetica cittadina. È composta da un'edicola in pietra serena con una piccola vasca, nella quale gettava acqua una testina bronzea di agnellino, piegata verso il basso. La scelta del soggetto dovette probabilmente echeggiare lo stemma dell'Arte della Lana proprietaria dei lavatoi, essendo un bianco Agnus Dei.